# HTTP referer
O campo referer [sic] é um campo de cabeçalho HTTP que identifica o endereço da página web (p.e. o URI ou IRI) que está ligado ao recurso que está sendo solicitado. Pela verificação do referer, a nova página web pode ver de onde a requisição se originou. Em suma: saber de onde o usuário veio, ou seja, qual página que ele estava que o mandou para seu site.
Na situação mais comum, isto significa que, quando um usuário clica em um hiperlink em um navegador web, esse envia uma solicitação ao servidor que armazena a página web de destino. A solicitação inclui o campo referer, que indica a última página que o usuário estava (aquela que ele clicou no link).
O log do referer é usado para permitir que sites e servidores web identifiquem de onde as pessoas o estão visitando, para propósitos promocionais ou estatísticos.
Isto significa que, quando um usuário clica em uma ligação, a partir de um navegador web, esse envia uma solicitação para o servidor que contém a página de destino. O pedido inclui a informação do referer, informando a página que o usuário estava anteriormente.
Nem todos os navegadores geram esse cabeçalho; e alguns ainda possuem a habilidade de modificar o conteúdo do HTTP_REFERER como recurso. Em poucas palavras, não é confiável.